# Grasse
Grasse (ejtsd [gʁas]) város Franciaországban, Provence-ban, Alpes-Maritimes megyében, a Provence-Alpes-Côte d’Azur régióban fekvő település. Grasse-t a világ  parfüm fővárosaként tartják számon.

## Fekvése
Grasse Cannes közelében, attól kb. 20 km-re, és 30 perces autóútra, 42 km-re Nizzától és a nemzetközi repülőtértől, Draguignantól 56 km-re fekvő település.

## Nevének eredete
Neve "Terre grasse" – zsíros földet jelent.

## Története

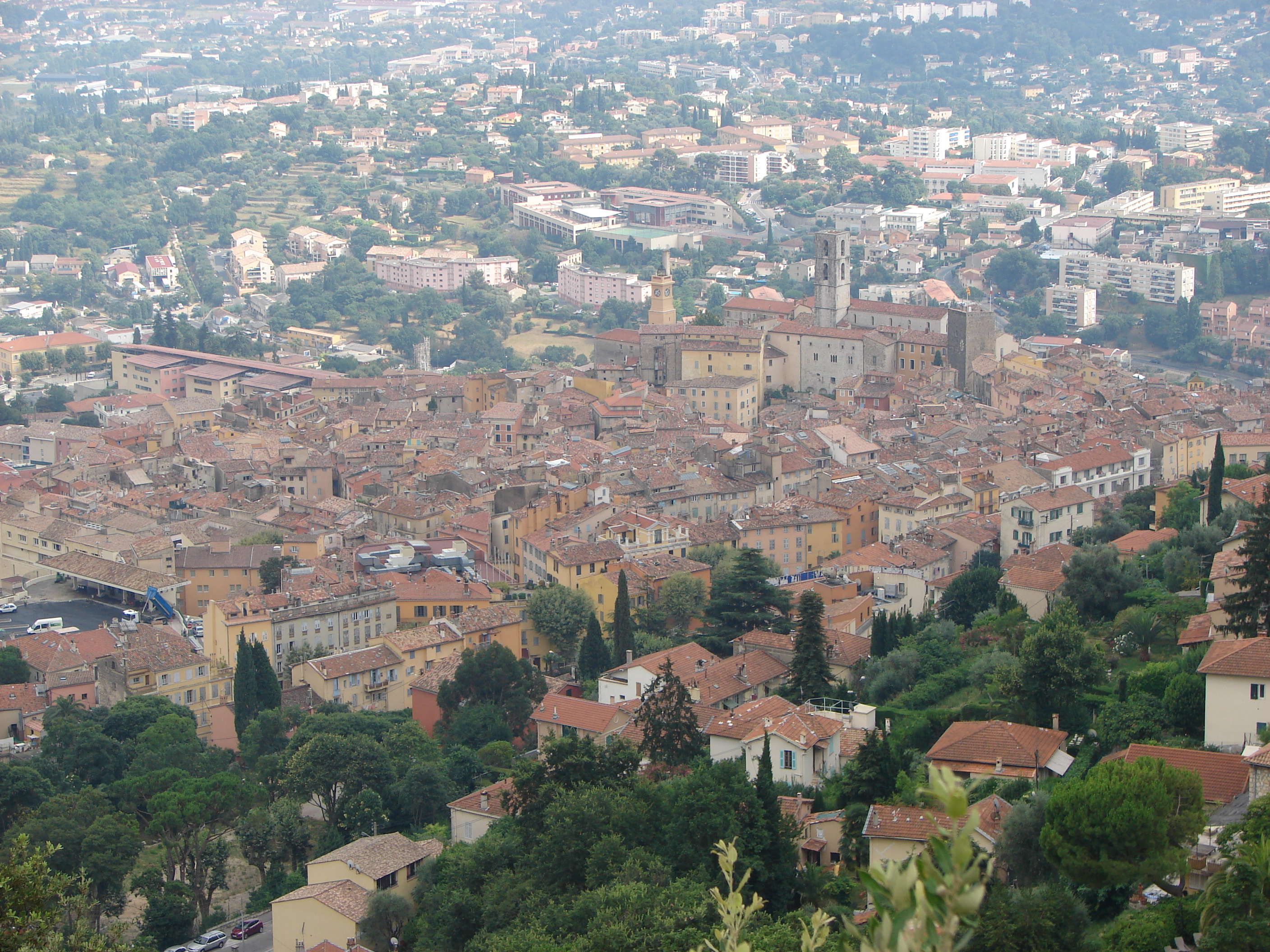
Grasse látképe

Grasse évszázadok óta népszerű turisztikai központ, a virágillat és tiszta a levegő városa, 300–400 m közötti tengerszint feletti magasságban, az Alpok nyúlványának szikláin, a tengerpart körüli dombok mögött, a part körül jellemző meleg nyárnál frissebb éghajlattal.
A város területe már az őskorban is lakott hely volt. Grasse területén és környékén bronzkorból és a Hallstatt-korból származó halomsír és megalitok, különböző faragott tárgyak kerültek napvilágra.
Grasse a 9. században ellenállt a szaracén támadásoknak, majd a 12. században egy független köztársaság volt, mely diplomáciai kapcsolatokat tartott fenn a szomszédos város-állam köztársaságokkal (Genova és Pisa). 1227-ben IV. Rajmund Bérenger Provence grófja ellenőrzése alá került. 1244-től 1790-ig az Antibes-i püspökséghez tartozott. 1536-ban V. Károly amikor megtámadta Nizza városállamot  kifosztotta Grasse-t is. A francia forradalom idején ez a város volt Var megye székhelye. 1860-ban, miután Nizza Franciaország részévé vált, Grasse-t is Alpes-Maritimes-hez csatolták.

## Népesség
| Lakosok száma | 30 907 | 37 673 | 41 388 | 48 801 | 50 916 | 50 937 | 50 396 | 48 870 | 48 708 | 48 669 |
|               | 1968   | 1982   | 1990   | 2006   | 2013   | 2015   | 2017   | 2019   | 2020   | 2022   |

## A parfümgyártás története

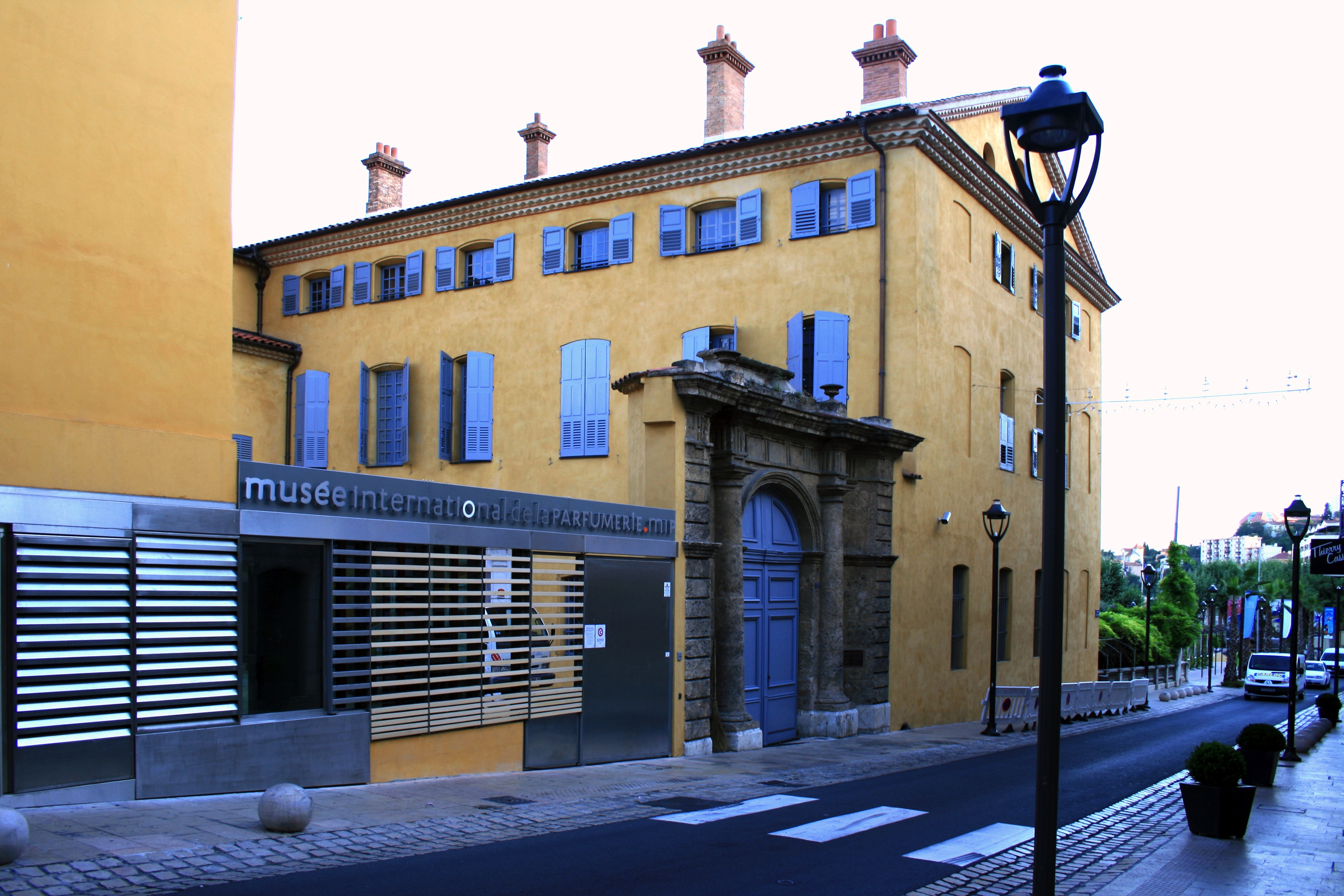
A parfüm-múzeum épülete Grasseben

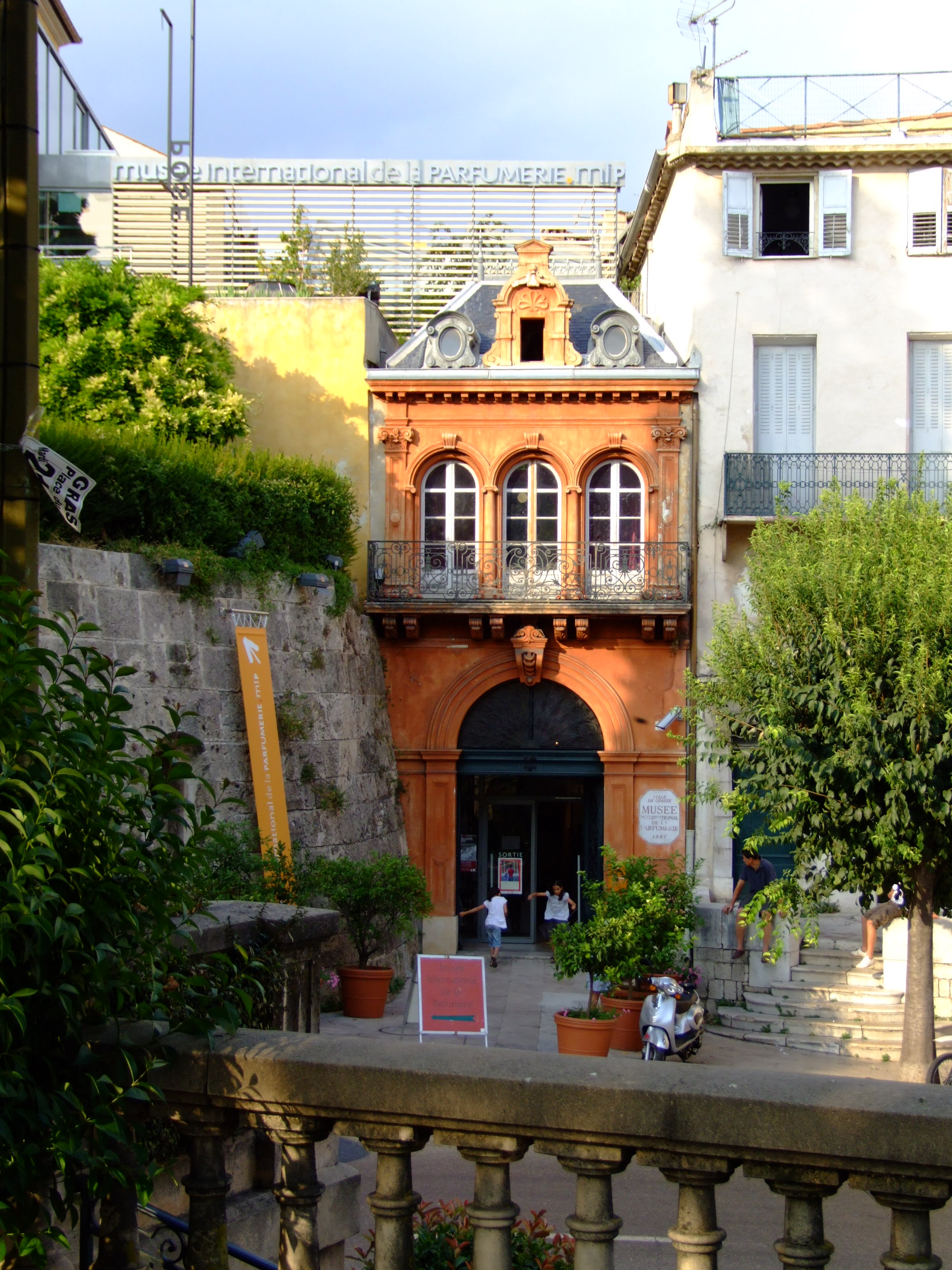

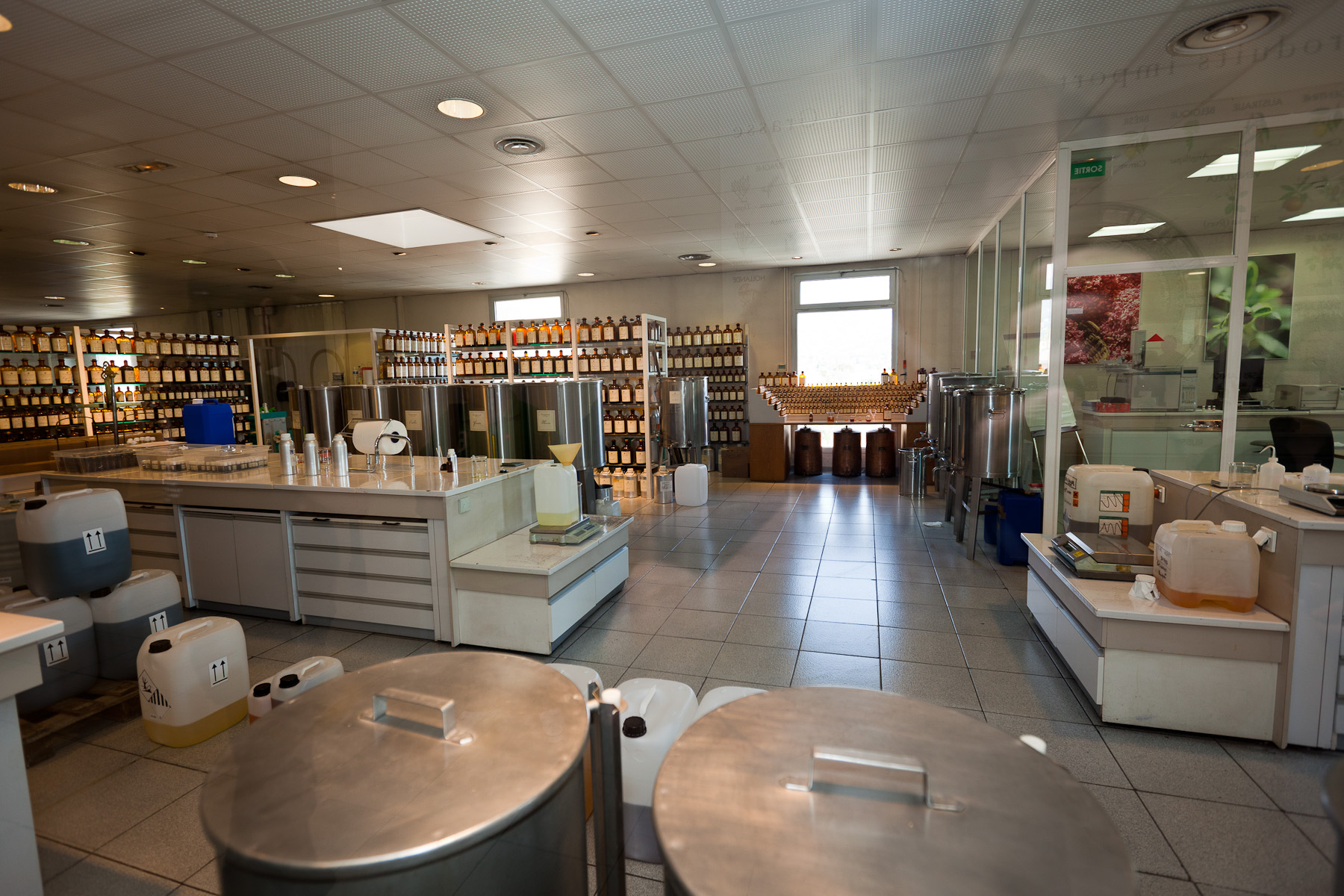

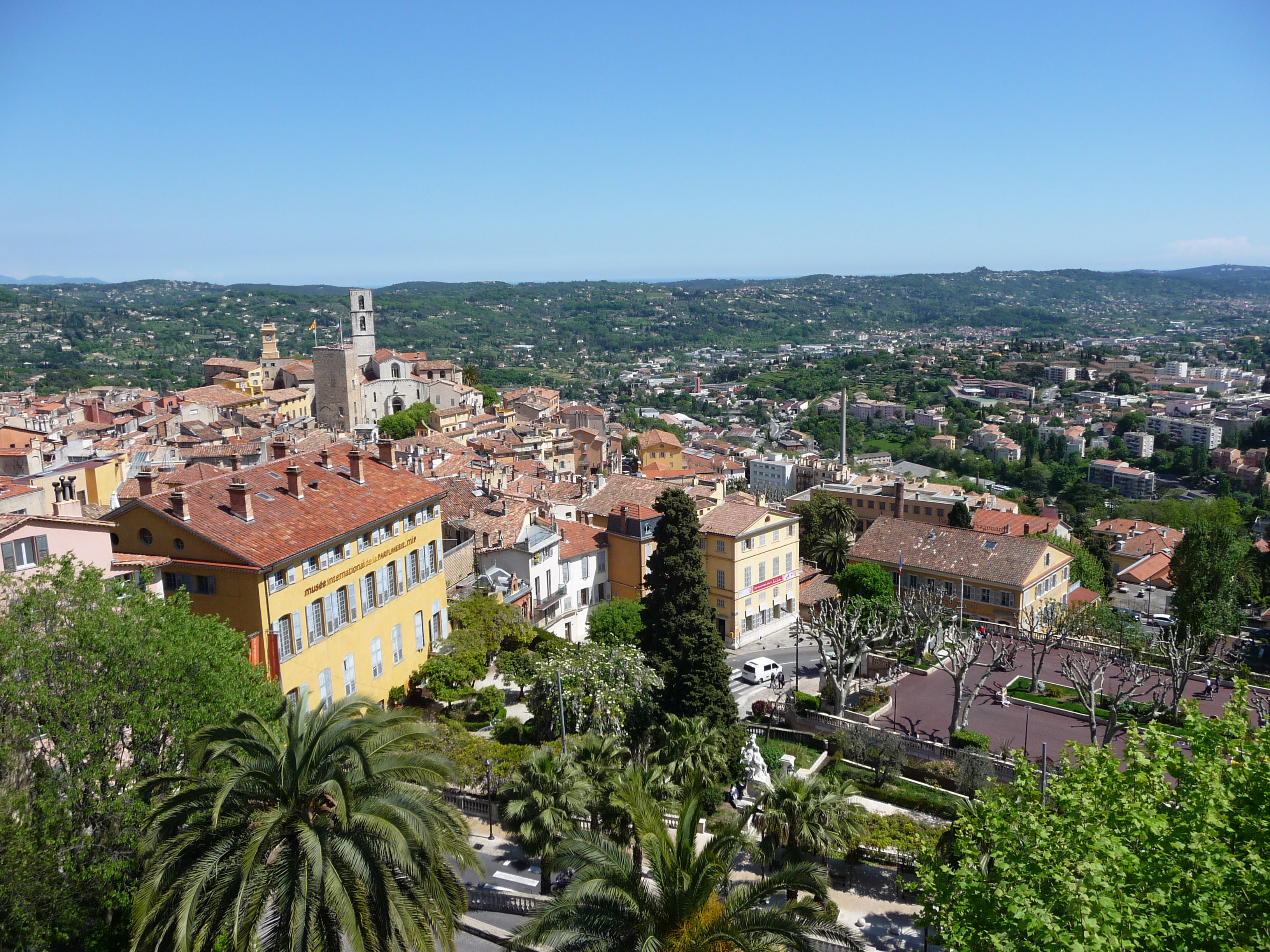
Grasse látképe

A parfüm itteni története az ókorban kezdődött, de a modern parfümgyártás hagyományai azonban csak a 16. századra nyúlnak vissza. Grasse-ban eredetileg bőrcserzéssel, kesztyűkészítéssel foglalkoztak. Az itt készült kiváló minőségű kesztyűk nagy hírnévnek örvendtek. Egy ide való tímár ötlete volt az illatos bőrkesztyű (rózsavíz, fűszerek illatával) készítése, keleti módszerek szerint. E kesztyűkből került ajándékképpen egy pár Medici Katalin francia királynéhoz is, aki megbízta egyik tudósát, hogy a Grasse környéki virágokból állítson elő parfümöt, majd 1533-ban a provance-i Grasse-ban alapította meg az első parfümlaboratóriumot. Az illatos, parfümös kesztyű készítése fénykorát a 17. században élte, majd a bőripar hanyatlásával a parfümgyártás lépett előtérbe, mely hamarosan világhírnevet szerzett a városnak. Grasse alig kétszáz év alatt a világ parfümvővárosává nőtte ki magát. A parfümkészítés fejlesztés először a Riviéra turizmusát célozta meg Grasse-ban; illatos és hagyományos ajándékok (antik ékszerek, hímzett ágynemű, paplan, lekvárok) készítésével.
Grasse ritka illataival (levendula, mirtusz, jázmin, rózsa, narancsvirág, vadmimóza) nyerte el a világ parfümfővárosa címet. Néhány évtizede az illatok között a munkaigényes jázmin is előtérbe lépett: a virágokat hajnalban kézzel kell leszedni, amikor az illat a legfejlettebb és azonnal hideg abszorpcióval kell kezelni.
Ma Grasse a parfüm a legfontosabb ipari központja. A hálózat hatvan céget, 3500 embert foglalkoztat a városban és a környező területeken. Beleértve a közvetett munkahelyeket, melyekkel közel 10 000 ember foglalkozik a parfümkészítéssel.
Ma Grasse-ban az illatszerek gyártásból származó természetes nyersanyagok (esszenciális olajok, keton olajok, abszolút olajok, gyantaszerű, és molekuláris desztilláció) gyümölcslé–koncentrátumok adják a termelés nagy részét. A koncentrátumok hígításából és legalább 80%-os alkoholból keletkezik a parfüm. Grasse-medence továbbra is kiemelkedő szerepet foglal el a világ illatszertermelésében, ez azt jelenti, hogy közel a tevékenység felét teszik ki a francia illatszerek és ízesítők és mintegy 7-8% a globális tevékenység.
Az 1960-as és 1970-es években, a nagy nemzetközi csoportok fokozatosan megszerezték a helyi családi gyárakat (Chiris, Givaudan-Roure és Lautier például). A termelés gyakran költözött. Grasse iparában  a legtöbb vállalat az alapanyagok gyártására koncentrál. Azonban manapság az illatszerek túlnyomó többsége szintetikus vegyi anyagokat tartalmaz. Grasse ipara azonban – szembesülve a multinacionális vegyipar térnyerésével – nem tud versenyezni, de a létesítmények, alvállalkozók tudásban; mint a nyersanyagok skálája terén nagy előnyben részesülnek.  Ezenkívül a nagy márkák, mint a Chanel saját rózsa- és jázminültetvényekkel rendelkeznek Grasse-ban.

## Híres személyek
- Jean-Honoré Fragonard (1732–1806), festő
- Didier Malherbe (* 1943), Jszaxofonos és fuvolista
- Michèle Mouton (* 1951), autóversenyzőnő
- Daniel Goyone (* 1953), Jaszaxofonos és fuvolistazz- und Fusionmusiker
- Pierre-Louis Lions (* 1956), matematikus
- Eugénie Le Sommer (* 1989), francia női válogatott labdarúgó
- Vincent Koziello (* 1995), labdarúgó
- Théo Pourchaire (* 2003), Rennfahrer

- Consuelo Suncín Sandoval Zeceña salvadori művésznő, Antoine de Saint-Exupéry író felesége, itt hunyt el 1979-ben
- Édith Piaf itt hunyt el 1963-ban

## Galéria

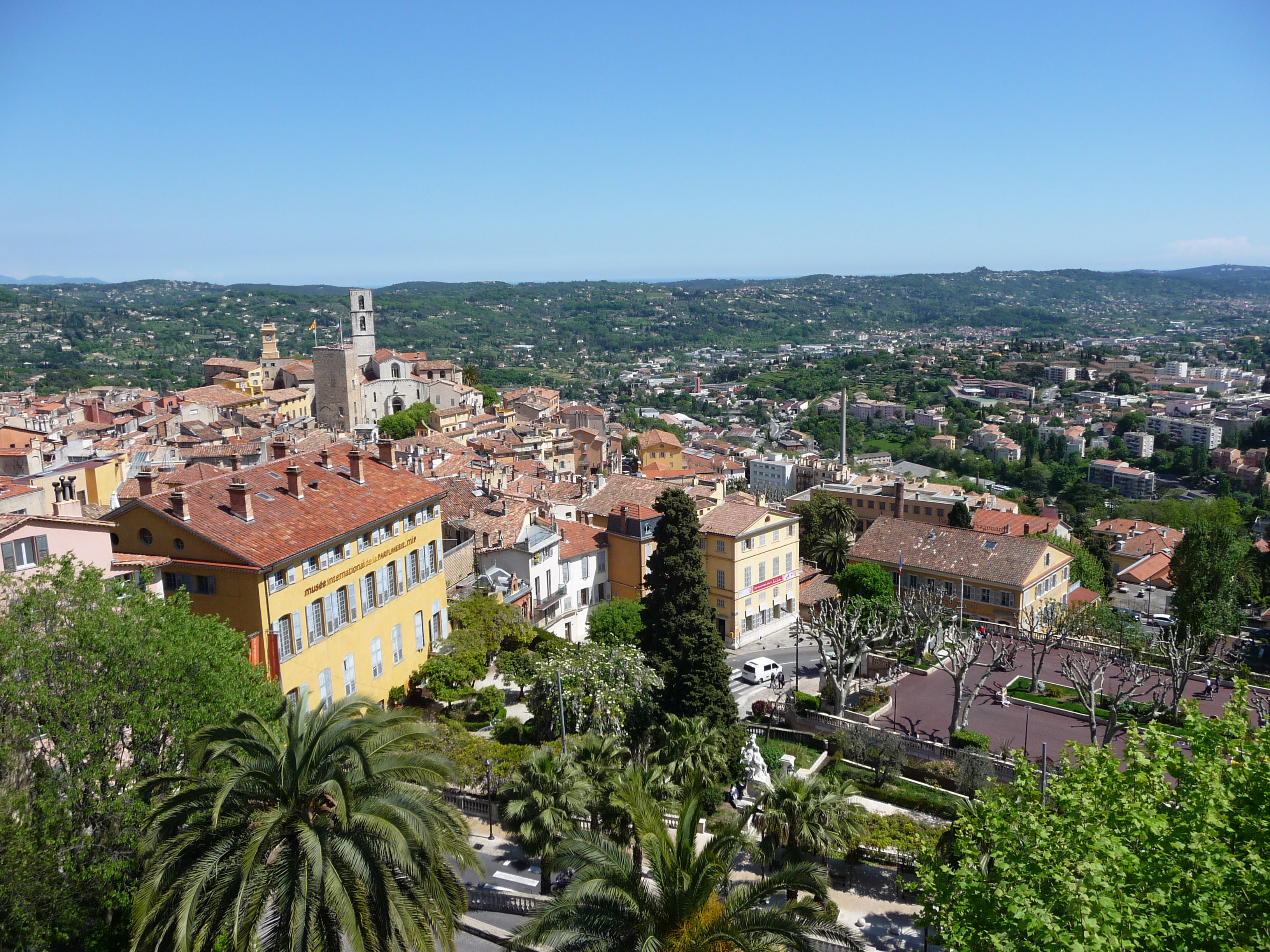
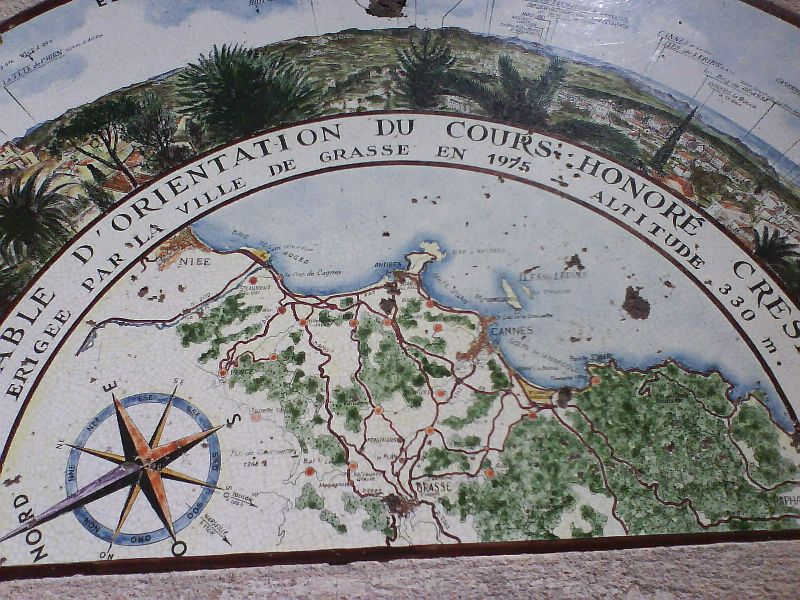
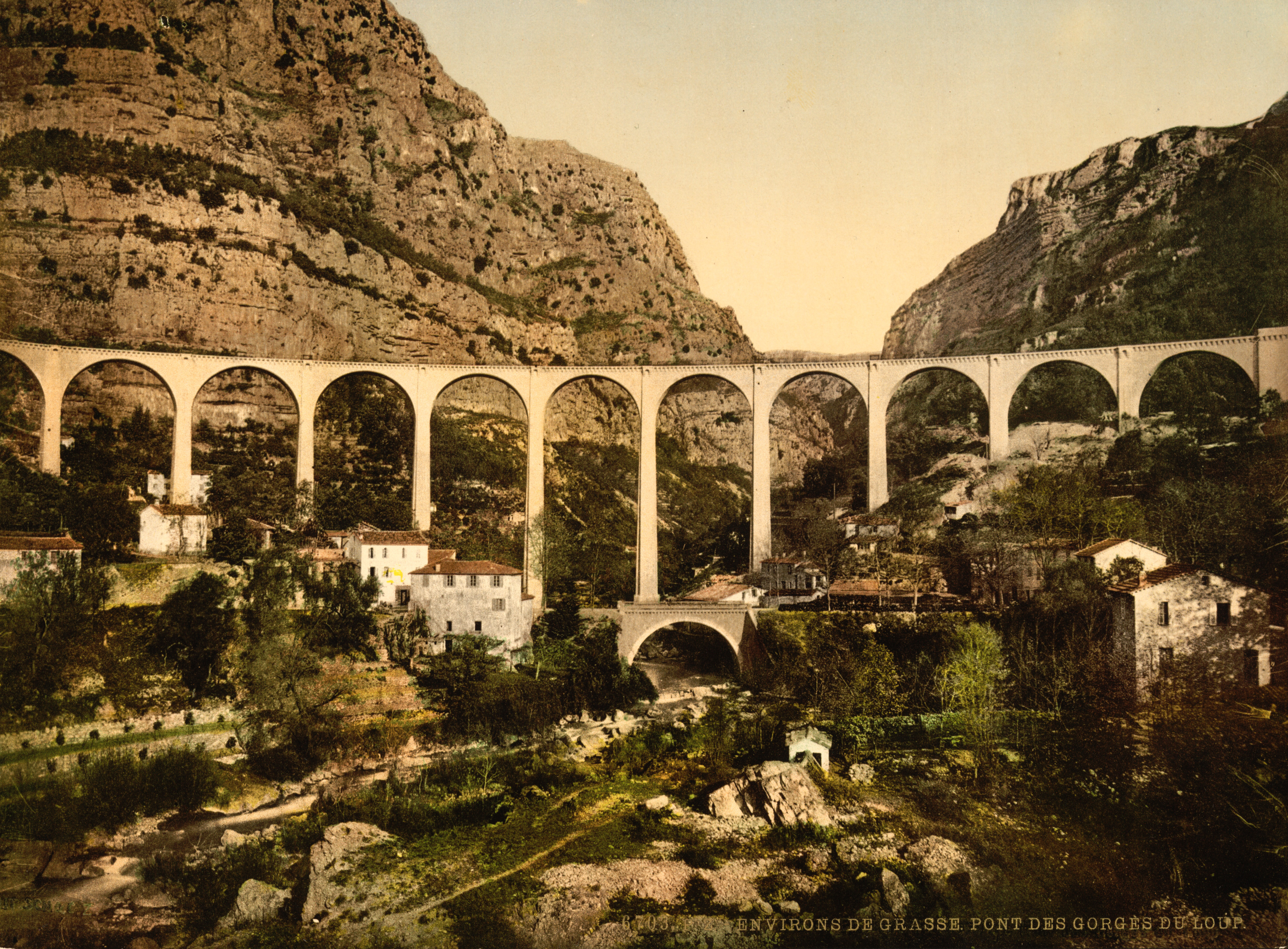
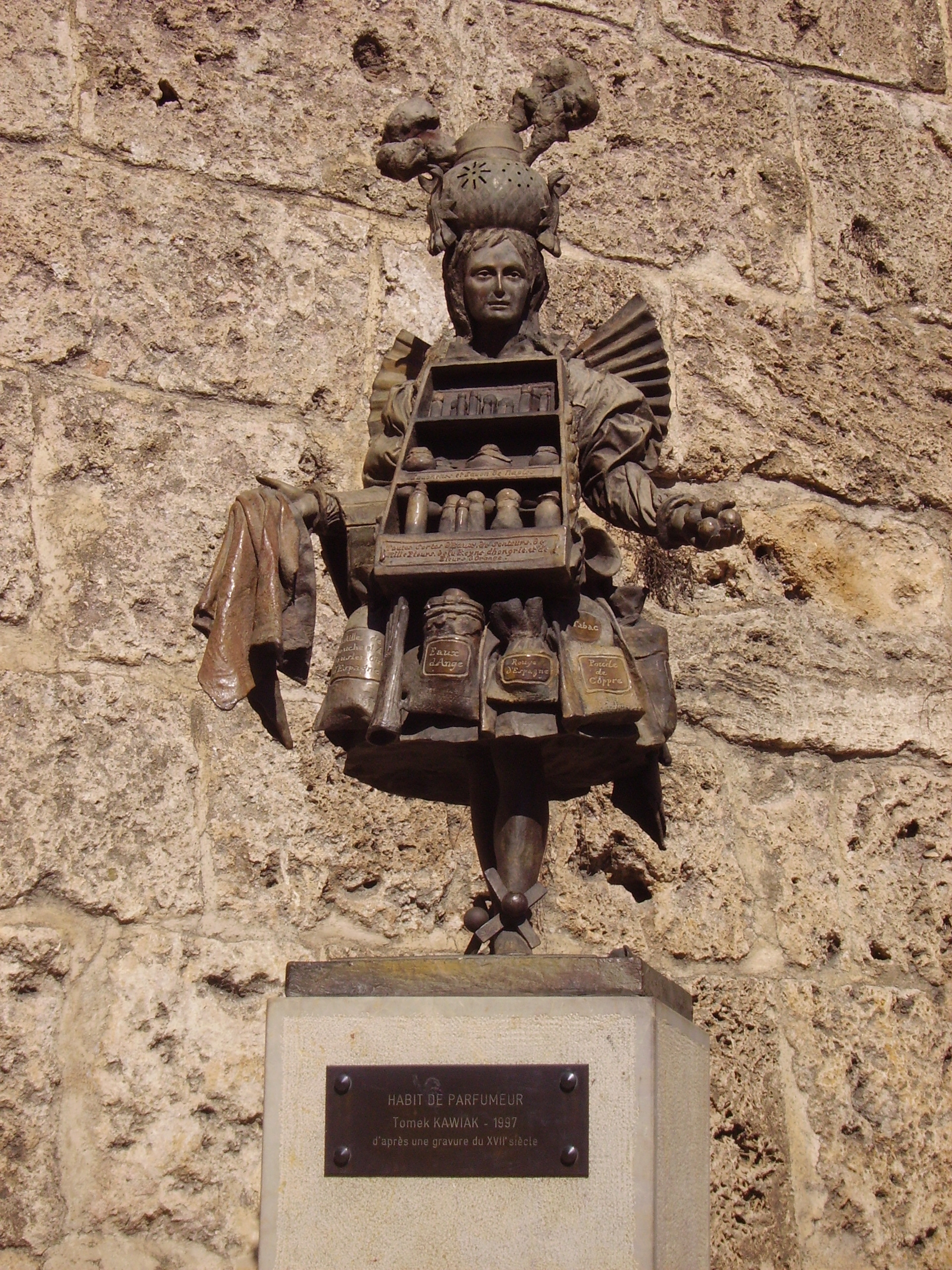
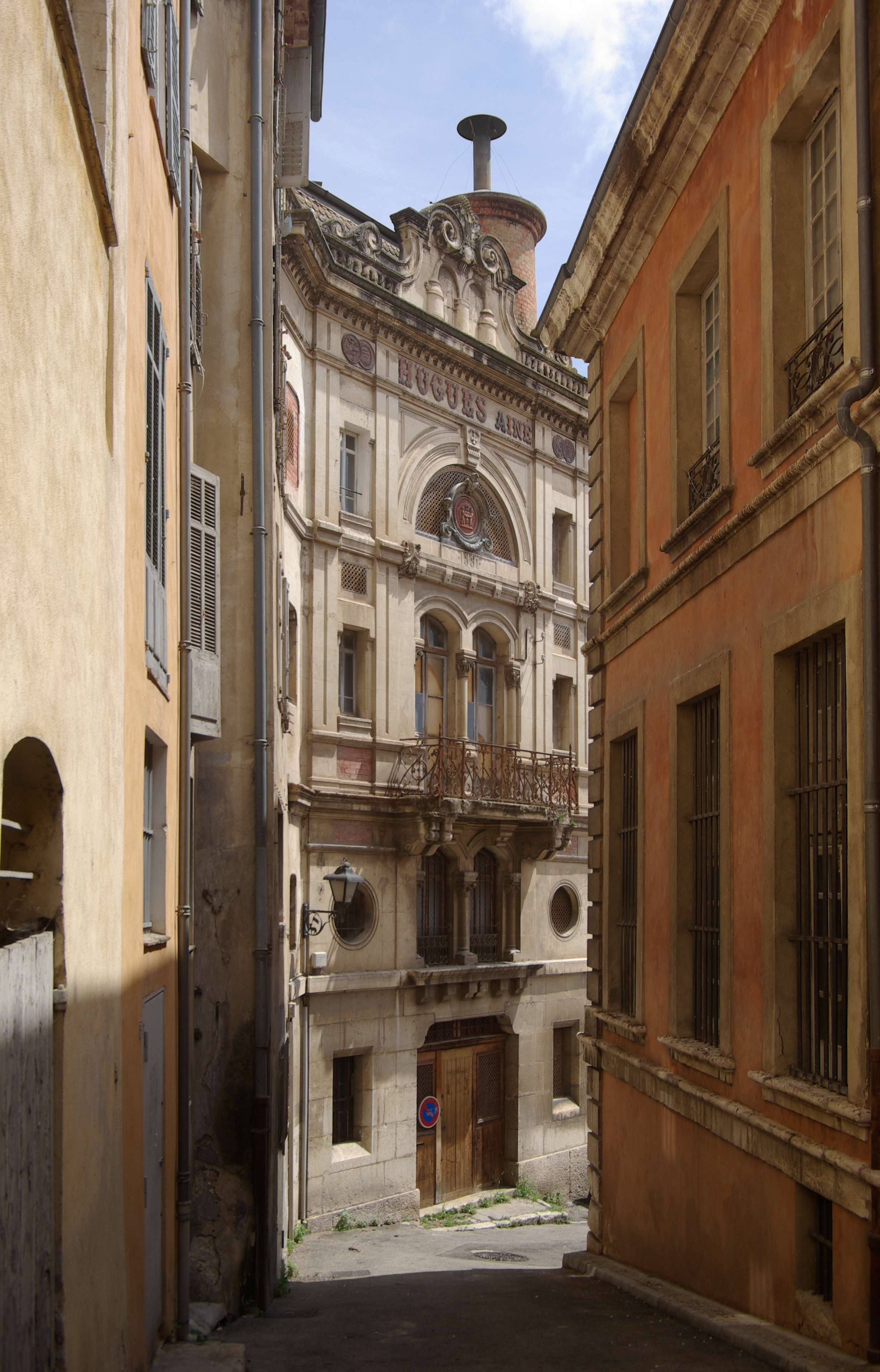
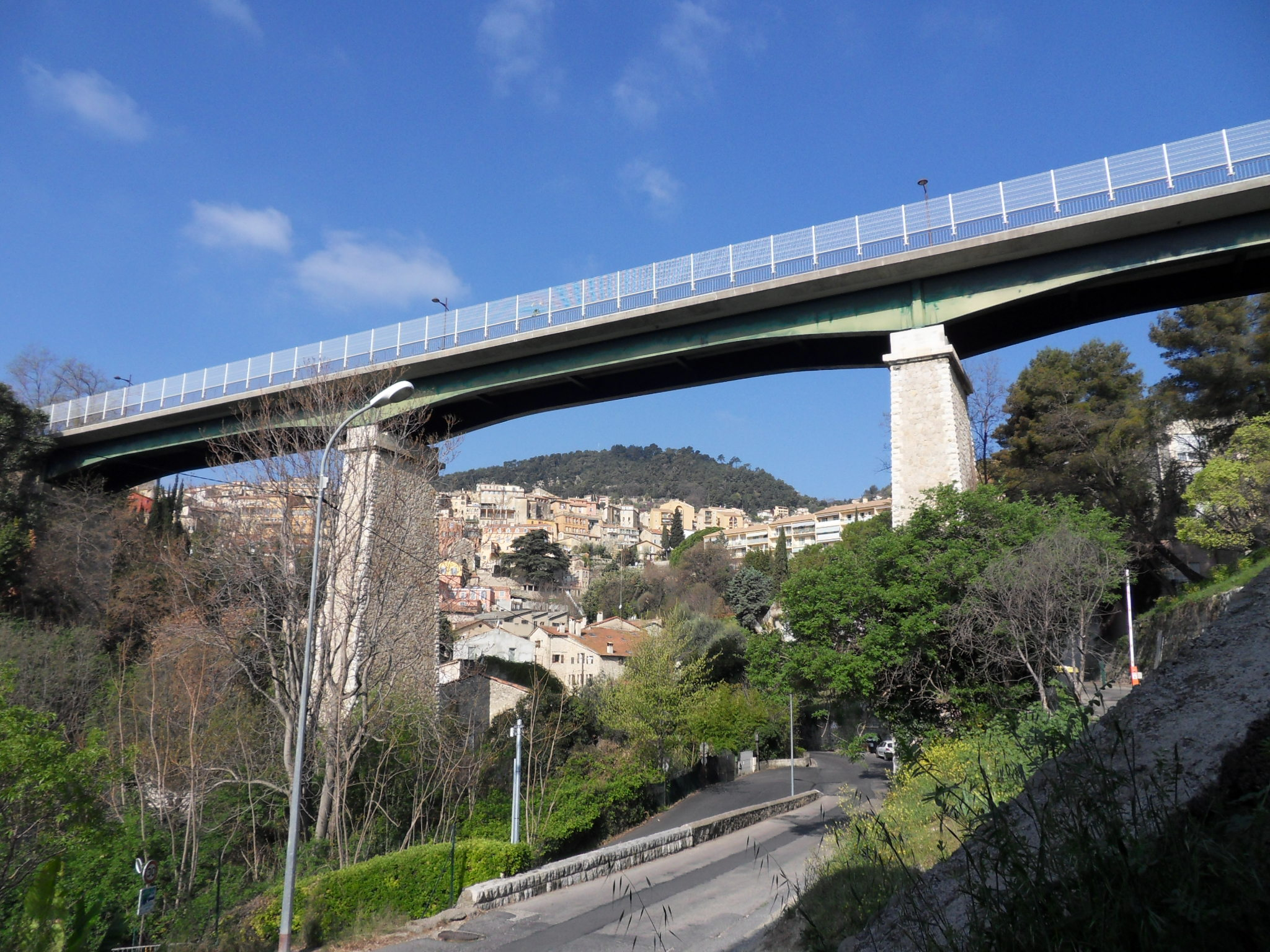
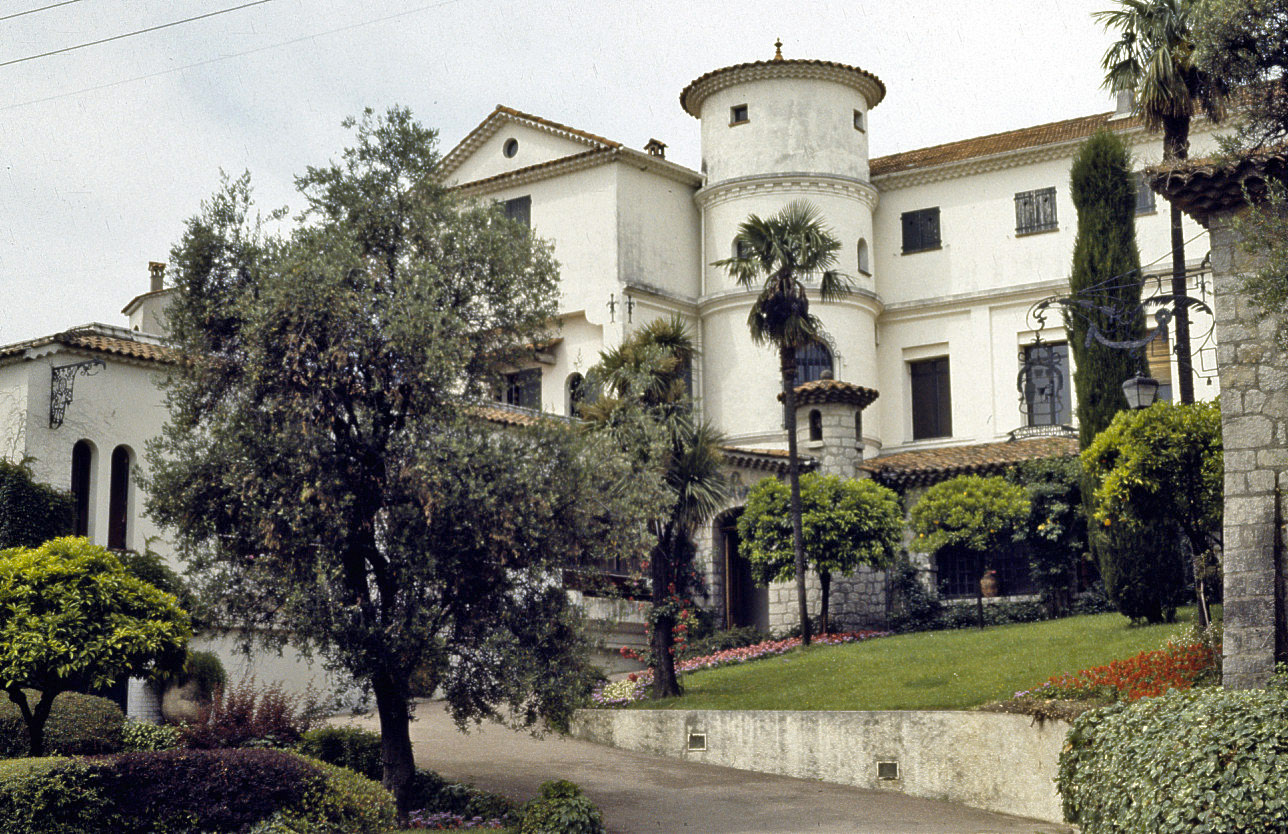
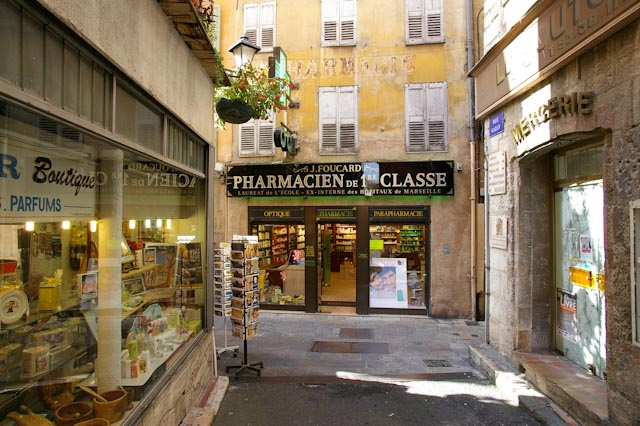
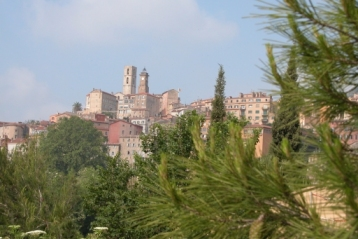
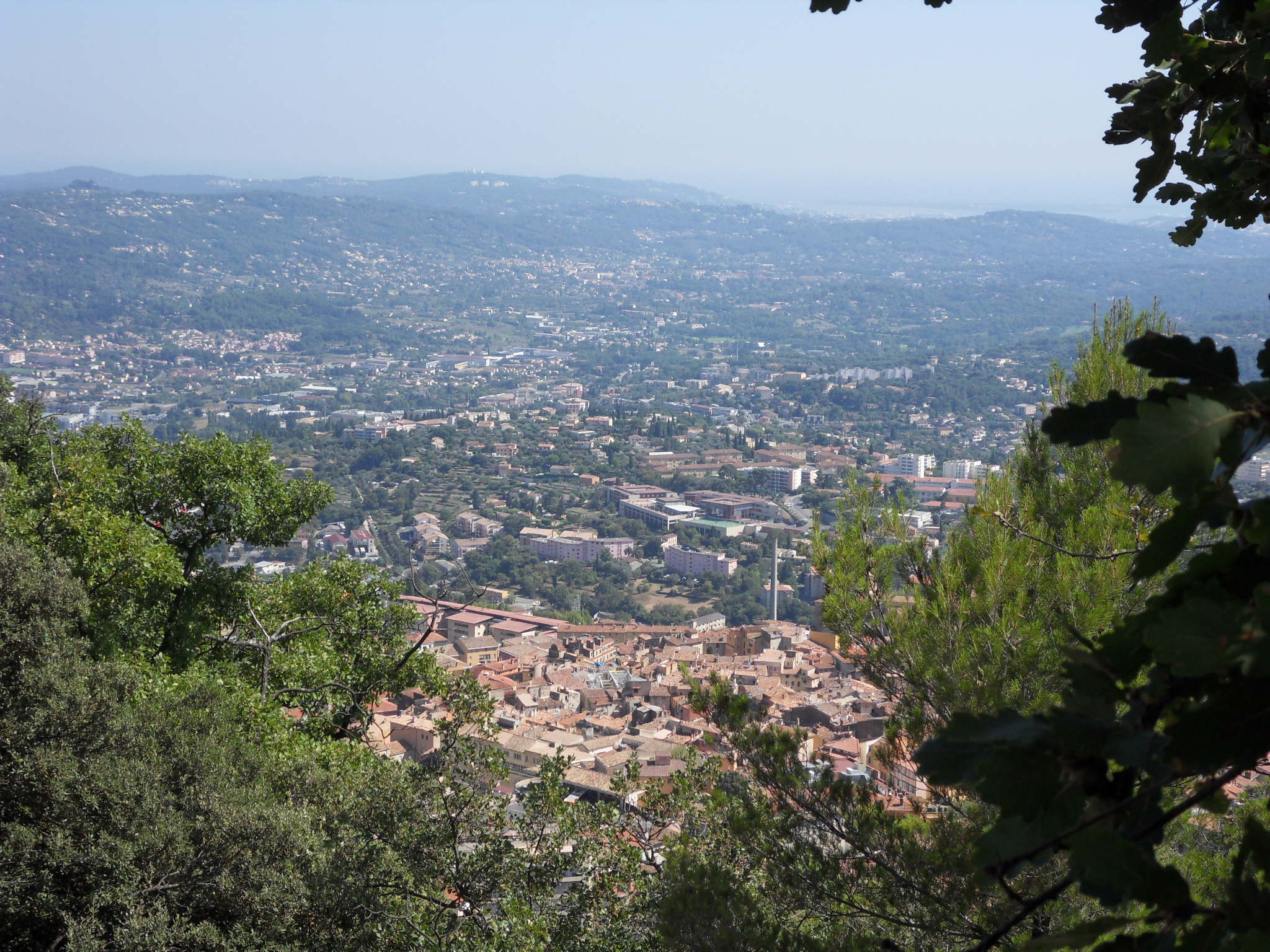
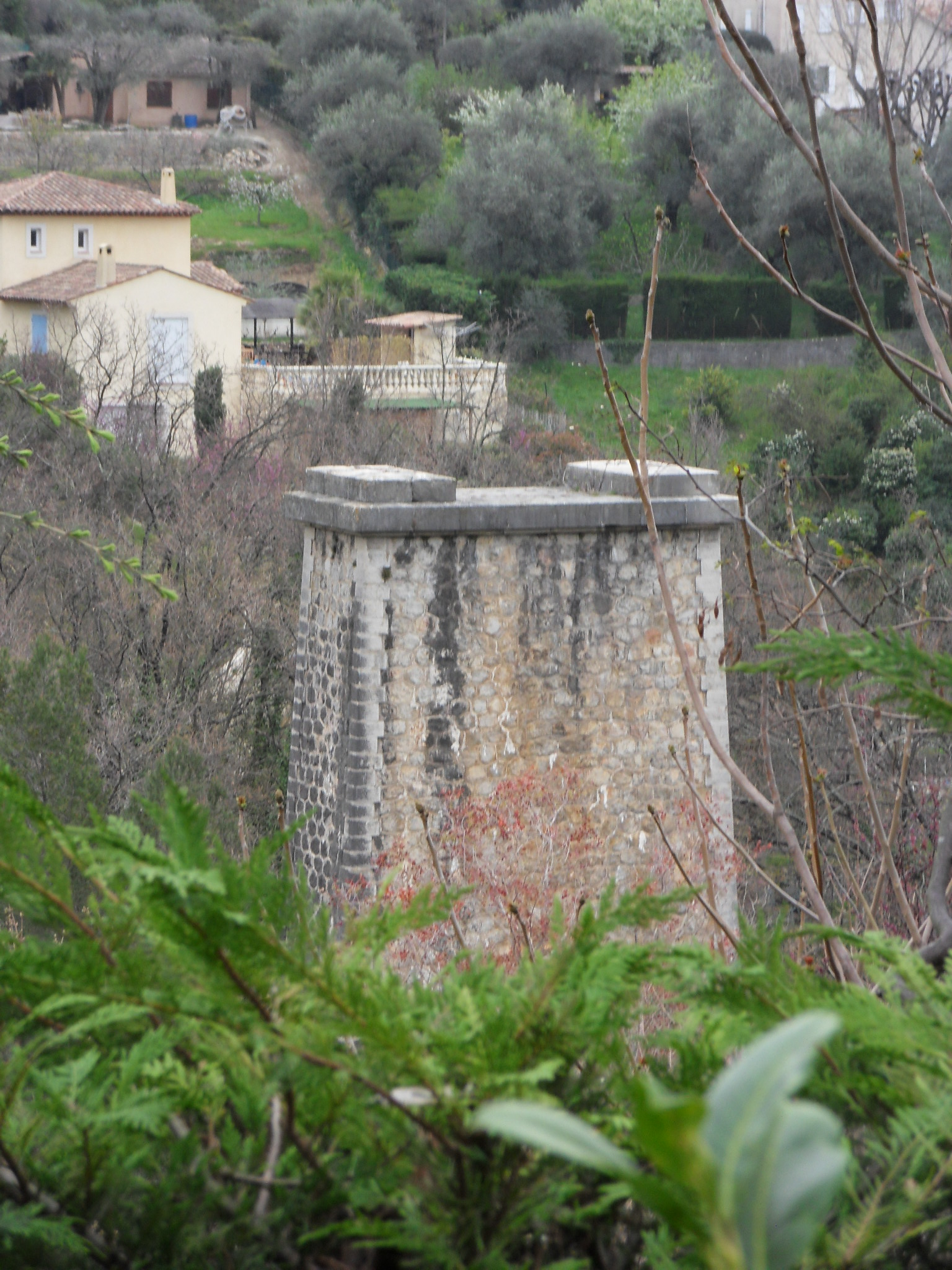
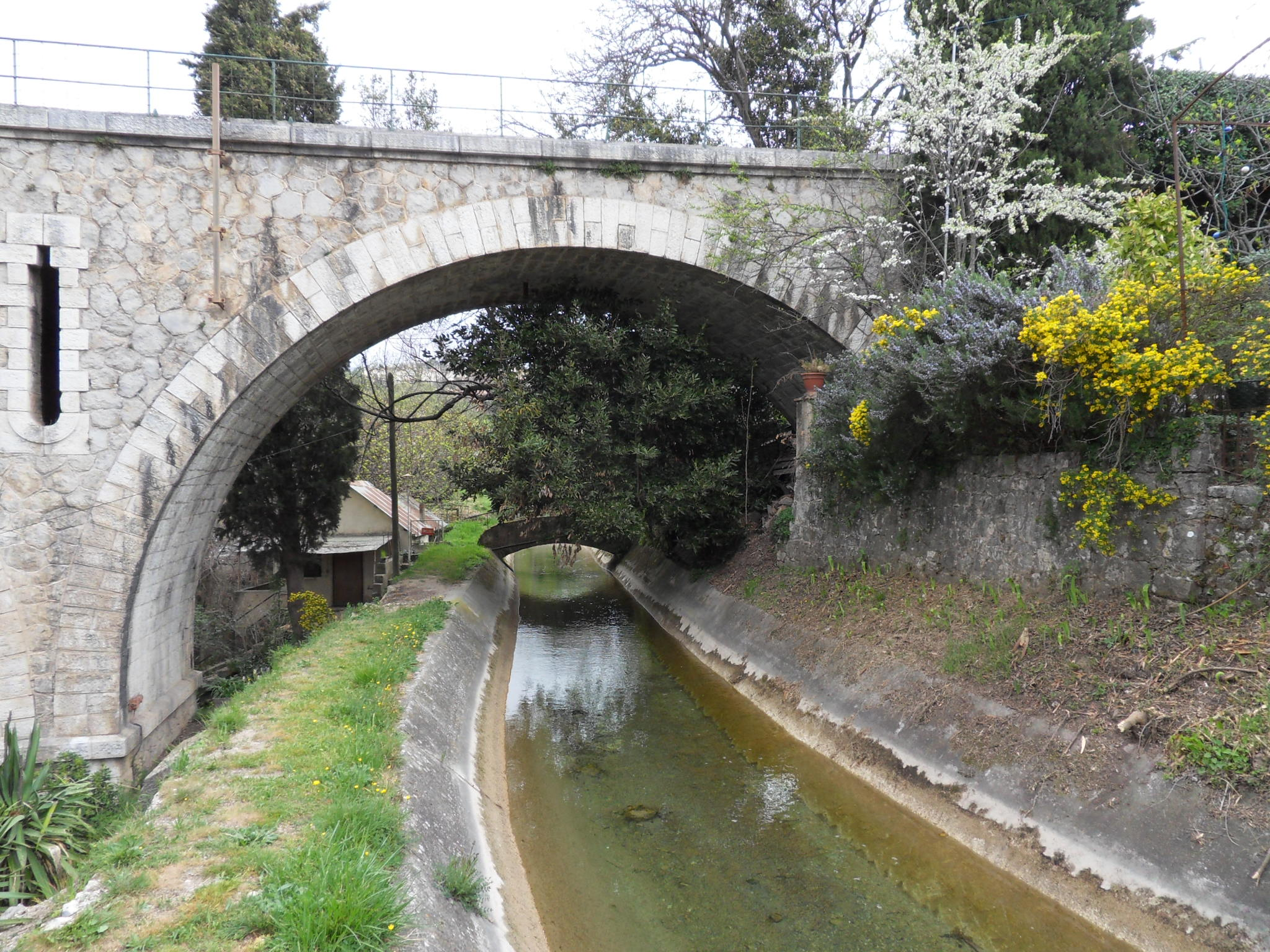
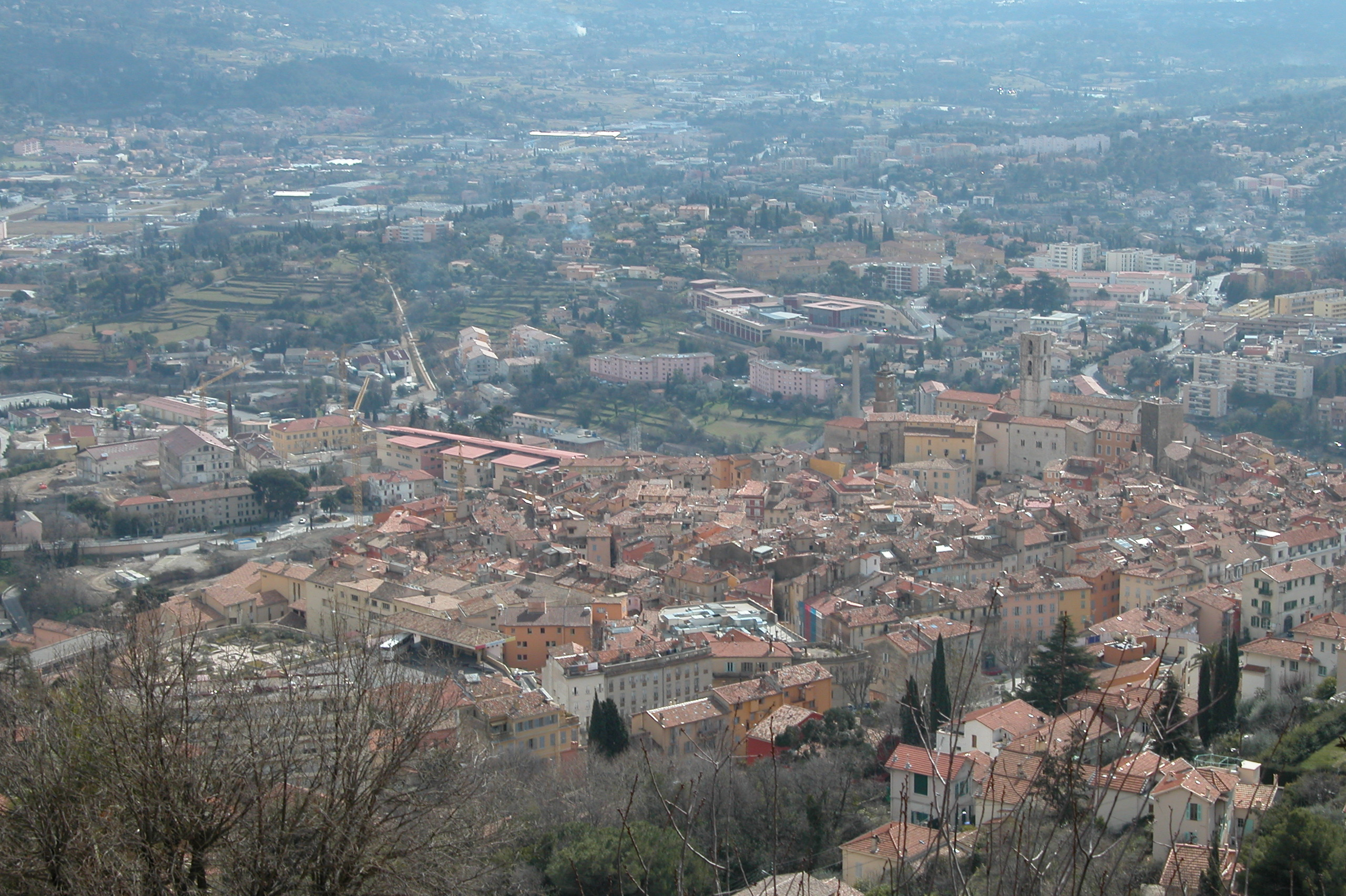
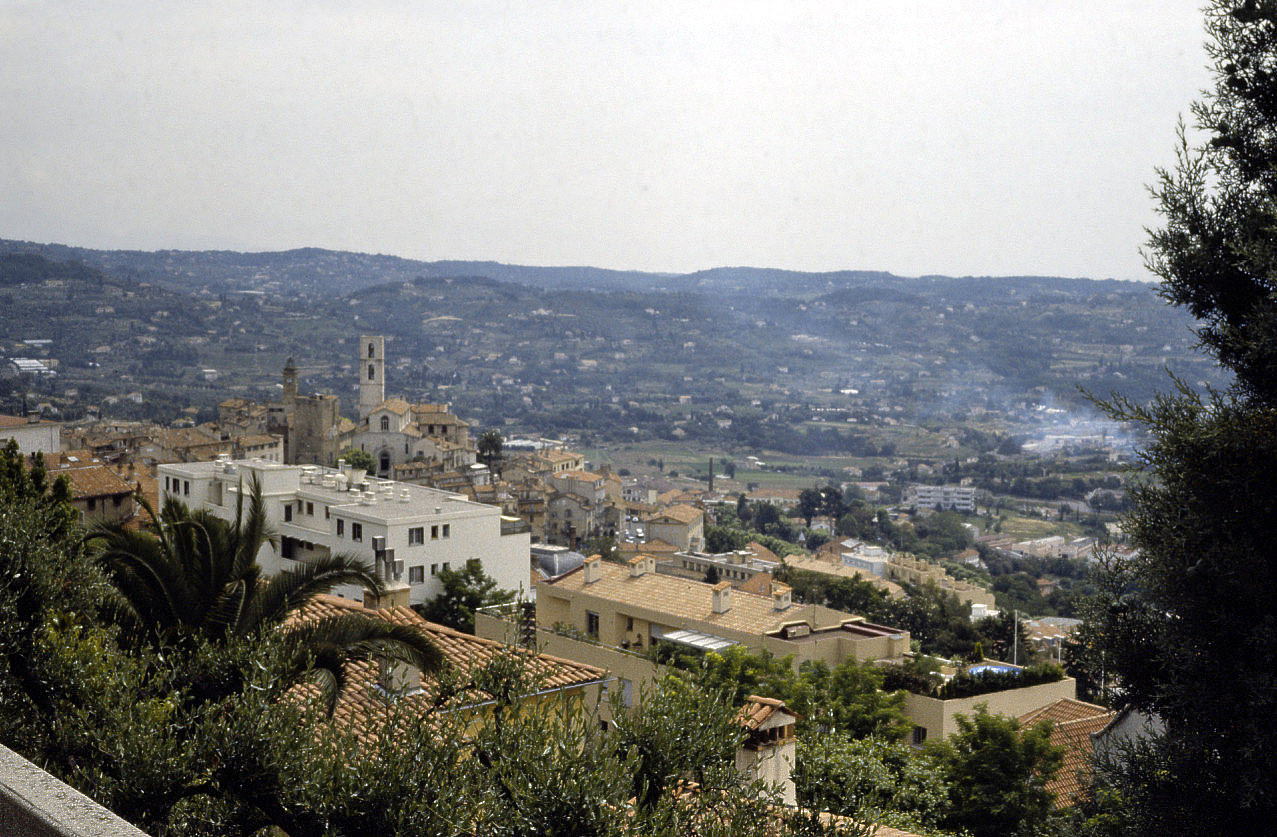
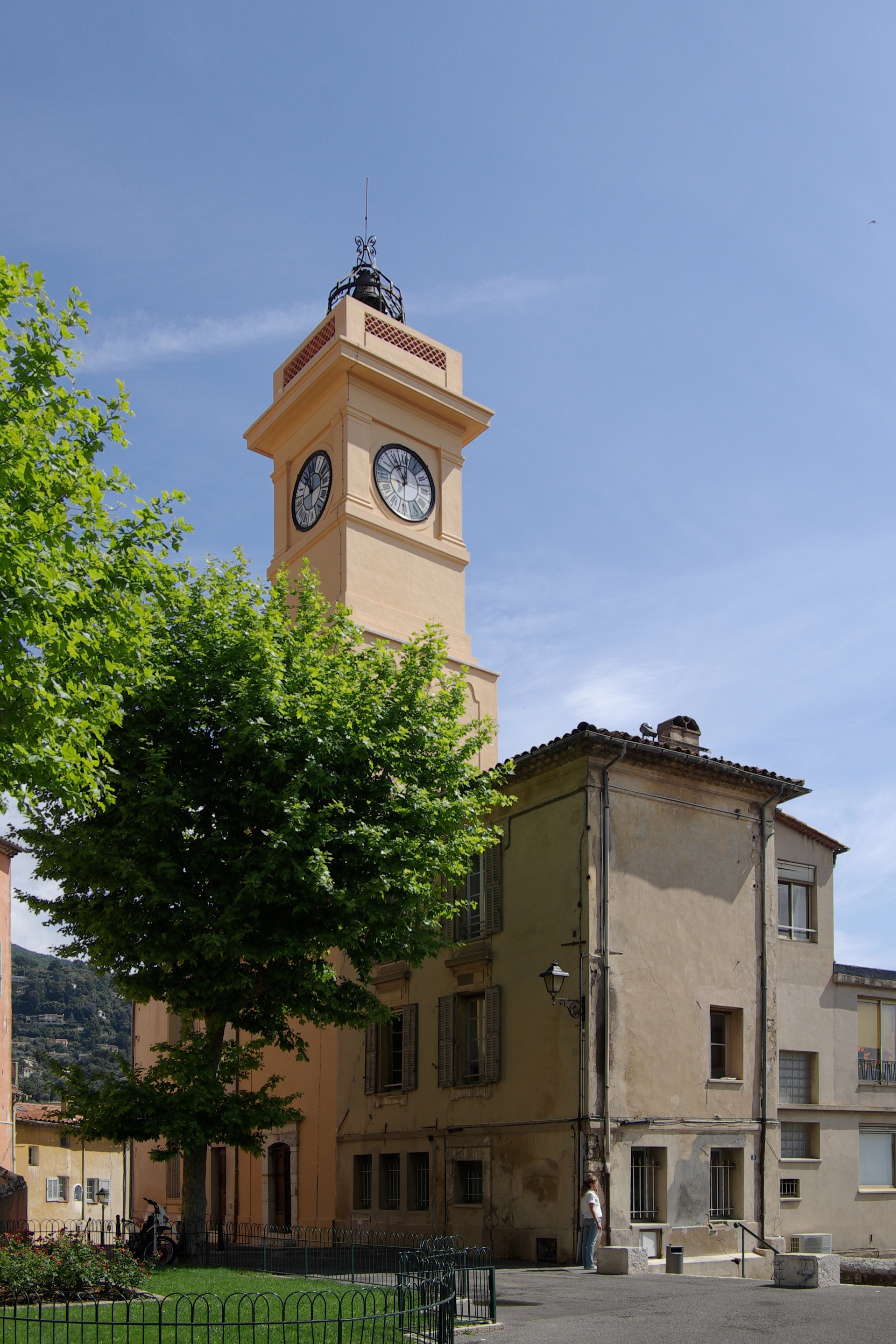
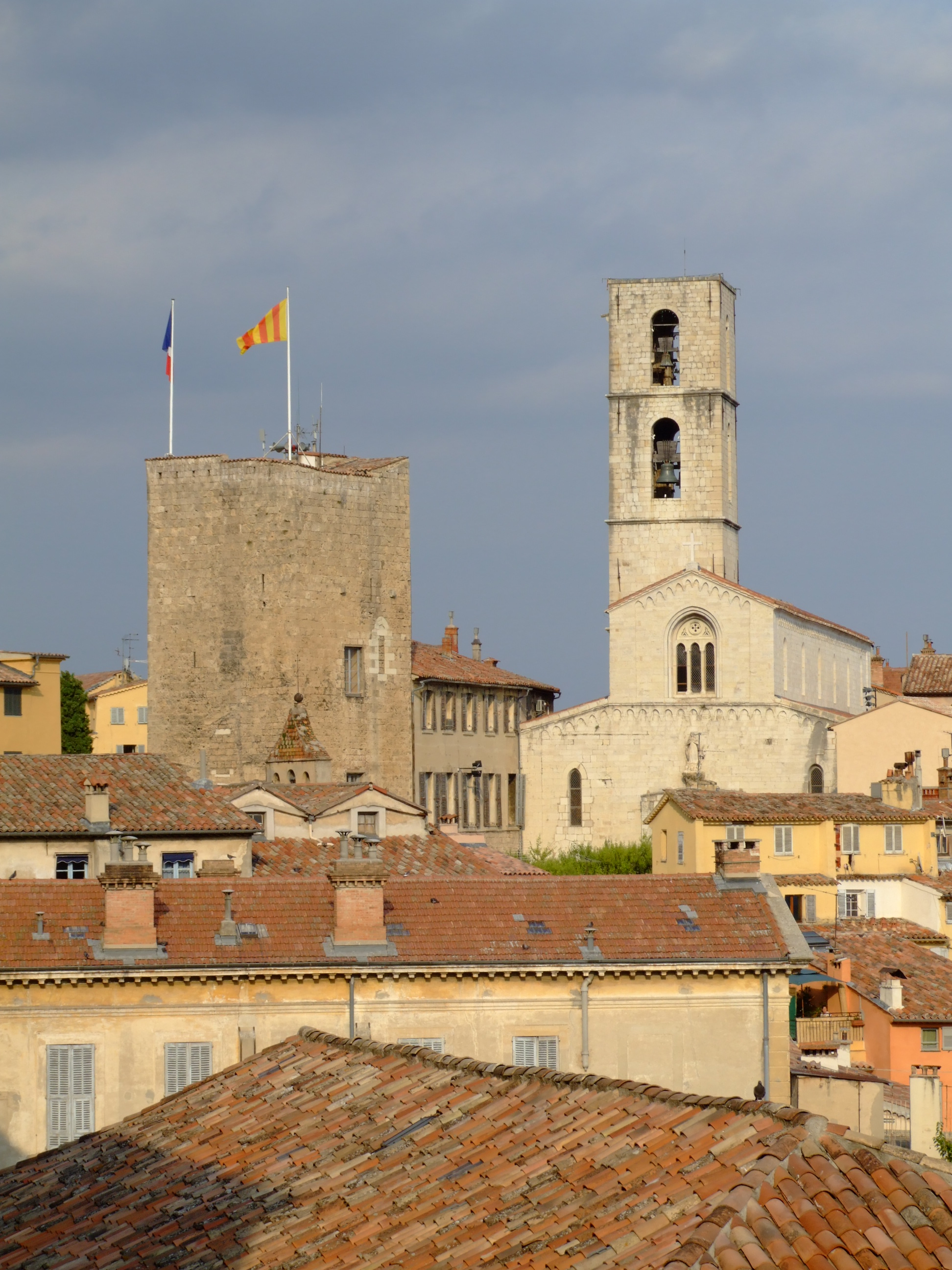